# Felix Edwardsson
Felix Per Edwardsson (* 22. Februar 1999 in Uppsala) ist ein schwedischer Basketballspieler.

## Laufbahn
Edwardsson spielte als Jugendlicher für Uppsala Basket in seiner Heimatstadt und entwickelte sich dort zum schwedischen Juniorennationalspieler. 2015 wechselte in die Nachwuchsabteilung des deutschen Spitzenvereins Brose Bamberg. Er verstärkte die U19-Mannschaft des TSV Breitengüßbach in der Nachwuchs-Basketball-Bundesliga sowie die Herrenmannschaft des 1. FC Baunach in der 2. Bundesliga ProA. Beide Truppen sind Teil des Bamberger Jugendförderkonstrukts. Im Spieljahr 2015/16 gewann er mit Breitengüßbach den deutschen U19-Meistertitel. Er wurde in der Saison 2018/19 in 23 ProA-Spielen eingesetzt und erzielte im Schnitt 1,4 Punkte pro Partie, stieg mit den Baunachern allerdings ab.
Im Sommer 2020 wurde er vom Zweitligisten Wiha Panthers Schwenningen verpflichtet. Für die Schwenninger bestritt der Schwede im Verlauf des Spieljahres 2020/21 28 Zweitligaeinsätze, in denen er Mittelwerte von 6,8 Punkten und 2,6 Rebounds verbuchte. Zur Saison 2021/22 ging er in sein Heimatland zurück und wechselte zum Erstligisten Jämtland Basket. Er bestritt in der Saison 2021/22 38 Ligaspiele für Jämtland und erzielte 5 Punkte je Begegnung. In der Sommerpause 2022 wurde Edwardsson vom deutschen Bundesligisten Heidelberg verpflichtet. Der Schwede setzte sich in Heidelberg nicht durch, bestritt 13 Bundesliga-Spiele für die Mannschaft seine mittlere Einsatzzeit lag bei zwei Minuten und 16 Sekunden je Begegnung.
Im August 2023 unterschrieb er erneut einen Vertrag bei Jämtland Basket. Zur Saison 2024/25 wechselte der Schwede abermals nach Deutschland und schloss sich dem Zweitligisten SG ART Giants Düsseldorf an. Im Juni 2025 gab Zweitligist Tigers Tübingen Edwardssons Verpflichtung bekannt. Bei den Tübingern hatte zuvor sein Landsmann Henrik Sonko das Traineramt übernommen.

### Nationalmannschaft
2015 holte Edwardsson mit der schwedischen U16-Nationalmannschaft die Bronzemedaille bei der B-Europameisterschaft, 2016 nahm er an der U18-EM und im Folgejahr an der U18-B-EM teil.